# London Philharmonic Orchestra

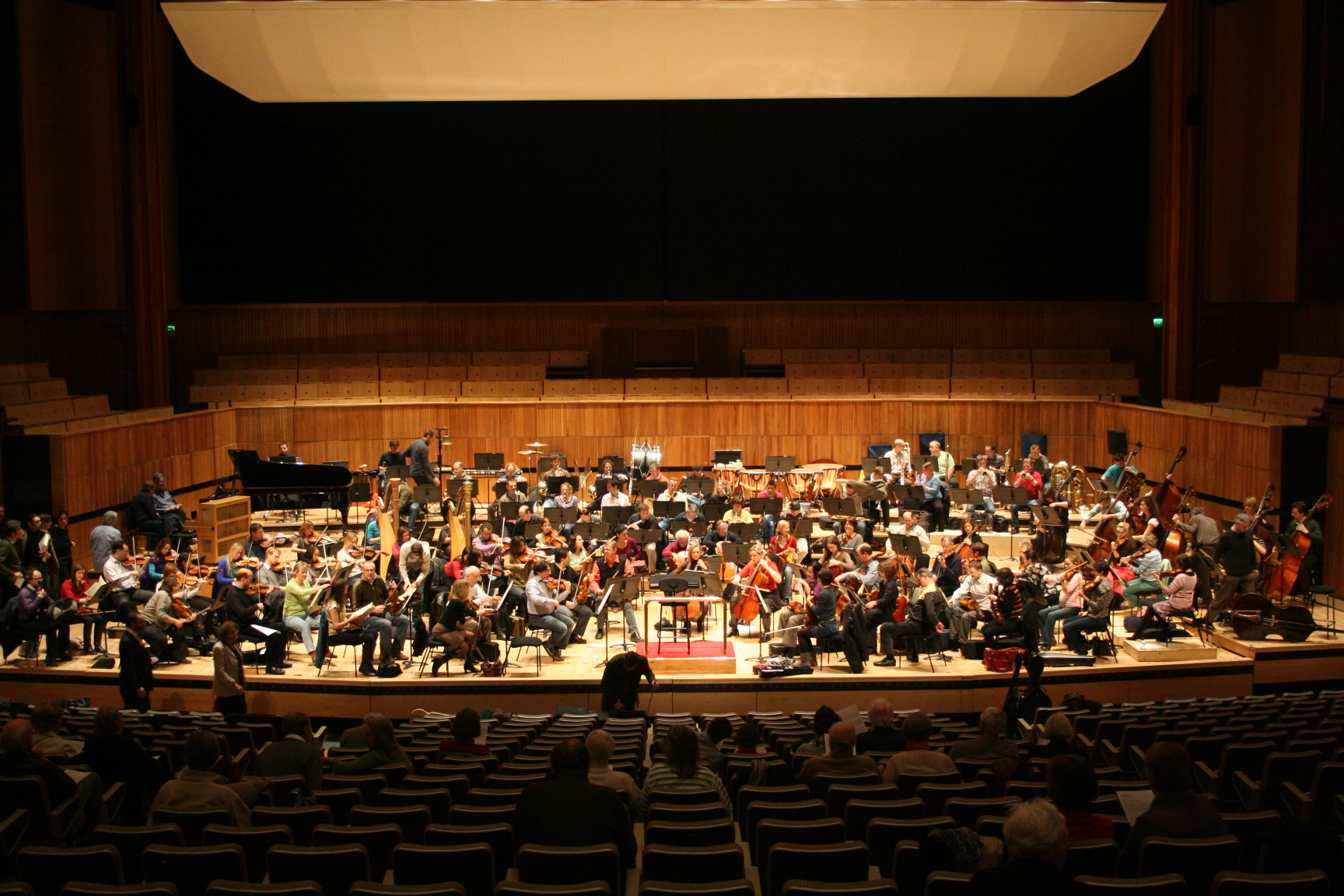
London Philharmonic Orchestra (2010)

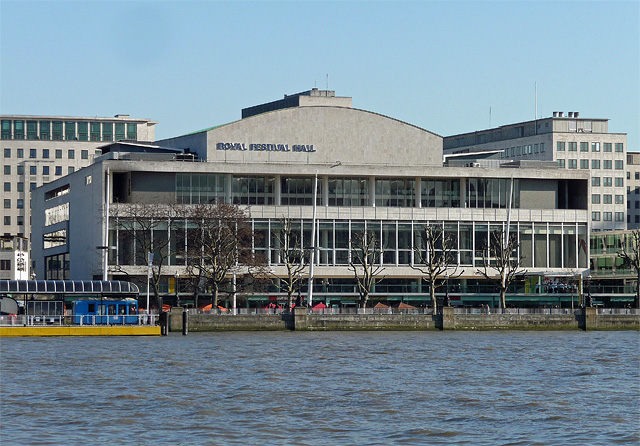
Royal Festival Hall

The London Philharmonic Orchestra (LPO) – Londyńska Orkiestra Filharmoniczna – brytyjska orkiestra z siedzibą w Royal Festival Hall w londyńskim Southbank Centre. Jedna z ważniejszych orkiestr Zjednoczonego Królestwa. 
Orkiestra została założona przez Thomasa Beechama w 1932 roku i swój pierwszy koncert dała w dniu 7 października tego samego roku w londyńskiej Queen's Hall. Od tego czasu kierowało nią wielu wybitnych dyrygentów, w tym: Adrian Boult, Bernard Haitink, Georg Solti, Klaus Tennstedt, Kurt Masur. 
Obecnym głównym dyrygentem orkiestry jest Edward Gardner, powołany w 2021 roku. Zastąpił on na tym stanowisku odchodzącego na emeryturę Władimira Jurowskiego, pełniącego funkcję głównego dyrygenta od 2007 roku.
Oprócz występów koncertowych i realizacji przedstawień operowych w Wielkiej Brytanii i na świecie, zespół nagrywa również ścieżki dźwiękowe do filmów i gier wideo, posiada własną wytwórnię płytową, propaguje muzykę w szkołach i lokalnych społecznościach.
London Philharmonic Orchestra występuje na stałe w Royal Festival Hall od momentu jego otwarcia w 1951 roku. Posiada także stałe siedziby w: Brighton, Eastbourne, Saffron Walden. Od 1964 roku uczestniczy w letnim festiwalu muzyki operowej Glyndebourne Festival Opera. Wydarzeniami są jej liczne koncerty za granicą. Orkiestra odwiedziła już m.in.: Koreę Południową, Tajwan, Chiny, Belgię Francję, Niemcy, Holandię, Hiszpanię, Grecję, Szwajcarię, Stany Zjednoczone.